# Stuart L. Schreiber
 (mai 2016).
Si vous disposez d'ouvrages ou d'articles de référence ou si vous connaissez des sites web de qualité traitant du thème abordé ici, merci de compléter l'article en donnant les références utiles à sa vérifiabilité et en les liant à la section « Notes et références ».
Stuart L. Schreiber, né le 6 février 1956 en Virginie, États-Unis est un biochimiste américain travaillant pour l’université Harvard et le MIT (Massachusetts Institute of Technology).
Il est surtout connu pour sa découverte des petites molécules ayant eu une utilité dans les domaines de la biologie et de la médecine.

## Biographie
Stuart L. Schreiber est né le 6 février 1956 en Virginie. Il est le fils du colonel Thomas et de Gerrie Schreiber. Il s’est marié en 1981 avec Mimi Packaman.
Dans sa jeunesse, il n’aimait pas beaucoup l’école. Il se contenta des cours de base au secondaire et faillit abandonner l’université après trois semaines. Ce qui le sauva fut la chimie qu’il découvrit par hasard lorsqu’il s’invita dans un cours de chimie au collège. Il tomba immédiatement en amour avec ce domaine et s’y consacra corps et âme[style à revoir] pour le reste de sa vie malgré le fait qu’il n’ait pas fait sa chimie de secondaire.  Après avoir obtenu son baccalauréat à l’université de Virginie en juin 1977, il partit faire son doctorat en chimie organique à l’université de Harvard sous la supervision de Robert Burns Woodward et Yoshito Kishi.  Il a finalement gradué en 1981 pour ensuite joindre l’université Yale où il fut promu aide-professeur trois ans plus tard et finalement professeur en 1986. En 1988, il retourne à l’université de Harvard où, en plus d’être professeur, il est membre du Département de la biologie moléculaire et cellulaire. En tant que professeur, il a créé de nouveaux cours de chimie soient la chimie organique de la vie (1990-2000), molécules de la Vie (années 2000) et synthèse organique vers une médecine génomique.
Au début de sa carrière, Schreiber se concentre surtout sur la chimie, mais il découvre rapidement qu’il doit élargir ses connaissances dans des domaines connexes. Il se met donc à étudier la biologie et la biochimie. Cela se révèle concluant dans sa recherche sur les petites molécules ; ses nouvelles connaissances lui permettent de créer de nouvelles petites molécules et de tester leurs effets sur des organismes vivants, notamment les insectes.  Les résultats de ses recherches le poussent ensuite à s’intéresser plus précisément à l’interaction entre les petites molécules et les macromolécules des organismes vivants tels l’ADN et les protéines. Il collabore avec Gerald Crabtree, un scientifique de Stanford, pendant plusieurs années où ils découvrent de nombreuses nouvelles petites molécules et développent différents médicaments contre le cancer : torisel, afinitor, vorinostat et romidepsine.
Afin de faire profiter ses recherches à tous, il a créé, en 2003, ChemBank, une base de données ouverte à tous, offrant aussi un service d’analyse et de visualisation. Dans la même période, Stuart Schreiber a fondé quatre compagnies pharmaceutiques : Vertex Pharmaceuticals (1989), ARIAD Pharmaceuticals (1991), ARIAD Gene Therapeutics (1994) et Infinity Pharmaceuticals (2001), toutes travaillant dans le but de développer de nouveaux médicaments et des connaissances en biochimie.
À la suite de sa grande implication scientifique, il est nommé le quatrième plus populaire (le plus cité par d’autres scientifiques) scientifique du monde en 1993.

## Découvertes
Stuart L. Schreiber est connu pour avoir exploré la biologie et la médecine en créant une approche chimiquement génétique sur de petites molécules. Après ses études, Schreiber a eu la chance de travailler avec Robert Burns Woodward, le père de la chimie organique et il a été mis en contact avec les petites molécules naturelles, aussi appelées produits naturels. Ces dernières activent et désactivent certains gènes d’une protéine afin de déterminer sa fonction. Elles sont au cœur de certaines maladies. C’est à l’aide ses nouvelles approches pour les cibles difficiles à atteindre, tels que la synthèse et les créneaux basés sur le dépistage, que Stuart et son équipe voient le monde moderne des médicaments s’agrandir. En effet, ils ont découvert chez les petites molécules sondes, qui ne contiennent pas de récepteurs à des médicaments, des processus tels que la transcription génétique et les interactions entre les protéines. De ce fait, de nouveaux médicaments aux effets thérapeutiques ont été développés avec le même mécanisme de réaction et les mêmes protéines[réf. nécessaire].
En poursuivant ces dernières recherches sur la protéine de liaison FK506, les membres du laboratoire de Schreiber ont découvert que la petite molécule FK506 et la cyclosporine inhibent les activités cellulaires de la protéine phosphatase de type calcineurine en formant un complexe FKBP12-FK506 calcineurine et cyclophiline-cyclosporine-calcineurine. Cette découverte jumelée à la découverte des chercheurs de l’université Stanford sur la protéine NFAT a mené à la découverte de la voie de signalisation prise par le calcium-calcineurine-NFAT à travers la cellule, de la membrane plasmique au nucléole.
Les études mentionnées précédemment ont permis à Stuart L. Schreiber et son équipe, en 1993, de développer la dimérisation d’une petite molécule. Cette opération consiste à additionner deux éléments pour créer un dimère qui mène à l’activation des petites molécules au lieu de plusieurs voies de transmission grâce à l’effet de proximité. Ils ont démontré que ces dernières pouvaient influencer la voie de signalisation dans la cellule animale d’un être qui a un contrôle temporel et spatial[réf. nécessaire].
En 1994, les membres du laboratoire de Schreiber ont constaté que la petite molécule rapamycine, qui est un produit bactérien naturel, formait instantanément un lien avec un enzyme appelé mTor. Cette dernière régule la prolifération et la croissance cellulaire, en s’associant à son récepteur intracellulaire, soit la protéine FKBP12. Ce complexe fonctionne comme l'intégrateur des signaux de disponibilité des nutriments et contrôle la biosynthèse des protéines. L’enzyme mTor réalise la phosphorylation de nombreux substrats qui sont présents dans la prolifération, la survie cellulaire et l’angiogenèse. Ce mécanisme passe par le contrôle de facteurs impliqués dans la traduction des ARN messagers en protéines. Avec ces recherches, quatre médicaments contre le cancer ont été inventés dans le laboratoire de Schreiber en utilisant les petites molécules, tels que le Torisel et l’Afinitor qui ciblent l’enzyme mTor, ainsi que le Vorinostat et Romidepsin qui ciblent l’histone désacétylase[réf. nécessaire].
L’histone désacétylase a été caractérisée de façon moléculaire pour la première fois en utilisant une petite molécule de trapoxine. Cet enzyme est important dans la régulation de l’expression génétique, car il catalyse la perte du groupement acétyle sur le groupement N terminal d’une histone. Jumelée avec la recherche de David Allis et ses collègues qui caractérise de nombreux changements sur des enzymes histone, cette découverte a fait en sorte que les deux scientifiques ont proposé un modèle de réseau chromatinien.

## Distinctions et prix
- The Dreyfus Newly Appointed Faculty Award, 1981;
- Searle Scholar, 1982;
- Dreyfus Teacher-Scholar Award, 1985;
- Fellow, Alfred P. Sloan Foundation, 1985;
- NSF Presidential Young Investigator Award, 1985;
- Prix Astra-Zeneca pour l’excellence en chimie, 1986;
- ICI Pharmaceuticals pour l’excellence en chimie, 1986;<
- Arthur C. Cope Scholar Award, American Chemical Society (ACS), 1986;
- Prix en chimie pure, ACS, 1989;
- Arun Guthikonda, Université Columbia, 1990;
- Prix Ciba-Geigy/Drew recherche biomédicale : Molécule de la régulation immunitaire, 1992;
- Thieme-IUPAC Award en chimie organique synthétique, 1992;
- NIH Merit Award, 1992;
- Rhone-Poulenc Silver Medal, Royal Society of Chemistry, 1992;
- Prix Eli Lilly en chimie biologique, ACS, 1993;
- Prix Leo Hendrik Baekeland, North Jersey Section of ACS, 1993;
- Prix pour la créativité en chimie synthétique, ACS, 1994;
- Paul Karrer Gold Medal, Université de Zurich, 1994;
- Harrison Howe Award, Rochester Section of ACS, 1995;
- Prix Warren Triennial (avec Leland Hartwell), Hopital Massachusetts, 1995;
- Prix George Ledlie Biennial, Université Harvard, 1995;
- Prix DuPont Merck Young Investigator of the Protein Society, 1995;
- Elected to the National Academy of Sciences and the American Academy of Arts & Sciences, 1995;
- Harvey Society Lecture, 1996;
- Prix Tetrahedron pour créativité en chimie organique, 1997;
- Prix Thomas T. Hoopes, 1998, 2000, 2006, 2008;
- Derek Barton Medal, 1999;
- National Cancer Institute Director's Service Award, 1999;
- Prix Alfred Bader en bioorganique et en chimie bioorganique, ACS, 2000;
- Prix Emmanuel Merck, 2000;
- Donald T. Reynolds Foundation Cardiology Scholar, 2000;
- Médaille William-H.-Nichols, 2001;
- Prix Chiron Corporation Biotechnology, American Academy of Microbiology, 2001;
- Holiday Lectures on Science, 2002;
- NIH Director's recognition of ChemBank, 2003;
- Prix Society for Biomolecular Screening Achievement, 2004;
- Association of American Cancer Institutes (AACI) Distinguished Scientist Award, 2004;<
- Academic Scientist of the Year, Finalist for the 2005 Pharmaceutical Achievement Awards, 2005;
- Thomson Laureate Award: Chimie, 2006 (with Gerald R. Crabtree);
- U.S. Cancer Foundation Award of Distinguished Scientist, 2007;
- Prix Charles Butcher en biotechnologie, 2007;<
- Wheland Medal, Université de Chicago, 2010;
- AACR Award for Outstanding Achievement in Chemistry in Cancer Research, 2010[2].